# Köllő Miklós (dramaturg)
Köllő Miklós (Gyergyócsomafalva, 1928. június 28. – 2024. február 14.) magyar dramaturg, stúdióvezető, producer, forgatókönyvíró, színész.

## Életpályája
1948–1953 között a Leningrádi Állami Egyetem filológia szakán tanult. 1953–1955 között a Szabad Nép kulturális rovatának munkatársa volt. 1955–1957 között a Mafilmnél, 1957-ben pedig az Élet és Irodalomnál dolgozott. 1957–1959 között ismét a Mafilm lett a munkahelye. 1959–1965 között forgatókönyvíró volt. 1965–1972 között a Hunnia Stúdió fődramaturgja, 1976–1987 között vezetője volt.

## Magánélete
1947-ben, Szentpéterváron házasságot kötött Vágó Mártával (1928–2016). Egy fiuk született: János (1952–), aki közgazdász lett.

## Filmjei

### Producerként
- Eszmélés (1984)
- Embriók (1985)
- Malom a pokolban (1987)
- A dokumentátor (1988)

### Színészként[7]
- Csend és kiáltás (1967)
- Az összeesküvés (1973)
- A Fejenincs Írástudó – avagy a titokzatos haláleset (1980)
- Szetna, a varázsló (1980)
- Aelita (1980)
- A zsarnok szíve, avagy Boccaccio Magyarországon (1981)
- Bábel tornya (1981)
- Atlantisz (1982)
- A világkagyló mítosza (1982)
- Tüsszentés (1982)
- Eszterlánc (1985)
- A rossz orvos (1996)

### Forgatókönyvíróként
- Vasvirág (1958)
- Áprilisi riadó (1962)
- Húsz óra (1965)
- Bors (1968)
  - Vesztegzár a határon
  - Szervezzünk anarchiát!
- Az örökös (1969)
- Arc (1970)
- Fotográfia (1972)
- Az idők kezdetén (1975)
- Családi kör (1978)
  - A szégyen
- Sztálin menyasszonya (1991)

### Egyéb filmjei
- Érik a fény (1970)
- Sárika, drágám (1971)
- Végre, hétfő! (1971)
- Egymillió foltos hangjegy (1972)
- Hahó, a tenger! (1973)
- Lóden-show (1980)
- Ugye nem felejtesz el (1982)
- Felhőjáték (1984)
- Uramisten (1985)
- A hét varázsdoboz (1985)
- Banánhéjkeringő (1987)
- Eldorádó (1989)
- A legényanya (1989)
- Könnyű vér (1990)
- Törésvonalak II. (1997)

## Könyv
- Köllő Miklós–Köllő Márta–Vujovits Inessza: Mi govorim po-russzki. Grisa, Andrej i Masa. Az Iskolatelevízió orosz nyelvleckéi a középiskolák számára; Tankönyvkiadó, Bp., 1970 (Tanári segédkönyv az Iskolatelevízió műsoraihoz)
- Köllő Miklós–Lőrincz Zsuzsa: Tanári segédkönyv az Iskolatelevízió orosz nyelvi adásaihoz az általános iskola 5. osztálya számára; Tankönyvkiadó, Bp., 1974 (Tanári segédkönyv az Iskolatelevízió műsoraihoz)

## Díjai
- Balázs Béla-díj (1975)
- a filmszemle életműdíja (2002)